# 卓球ジャパン!
卓球ジャパン!は、BSテレ東で2018年1月9日から毎週土曜日の22:00～22:55に放送されている、卓球専門番組である。本項では、2022年4月3日からテレビ東京系地上波で放送を開始した『テレ東卓球塾～ひとラリー、いっとくぅぅぅ?～』を関連番組として併載する。
ワールドツアーや、卓球日本代表の選手情報、Tリーグのハイライト等のコーナーが主に放送される。
2023年4月からリニューアルされ毎週土曜日の22:30～22:54に変更。

## 出演者
- 武井壮（陸上競技選手・スポーツコメンテーター）
- 平野早矢香（元卓球日本代表）
- 森香澄（テレビ東京アナウンサー）
- 池谷実悠（同上）
- 竹﨑由佳（同上）

### 過去の出演者
- 福田典子（テレビ東京アナウンサー）
- 鷲見玲奈（フリーアナウンサー、元テレビ東京アナウンサー）

## ゲストとして出演した人物
- 森薗政崇(準レギュラー、世界卓球銀)
- 吉村真晴(準レギュラー、世界卓球金、五輪銀、2012全日本選手権優勝)
- 張本智和(日本代表、世界卓球銀、五輪銅、2018全日本選手権優勝)
- 丹羽孝希(日本代表、世界卓球銀、五輪銀銅、2013全日本選手権優勝)
- 水谷隼　(元日本代表、現KM東京コーチ、2020東京オリンピック金銅)
- 石川佳純(元日本代表、世界卓球金、オリンピック銀銅)
- 及川瑞基(元日本代表、2021全日本選手権優勝)
- 加藤美優(元日本代表)
- 前田美優(元日本代表)
- 芝田沙季(元日本代表)
- 森さくら(元日本代表、世界卓球銀)
- 松平健太(元日本代表、現T.T彩たま選手、世界卓球銀銅)
- 松平賢ニ(日本代表、元琉球アスティーダ選手、世界卓球銅)
- 岸川聖也(元日本代表、現日本代表コーチ)
- 倉嶋洋介(前日本男子代表監督、現木下マイスター東京監督)
- 馬場美香(前日本代表女子監督)
- 松下浩二(初代Ｔリーグチェアマン)
- 宮崎義仁(元日本卓球協会強化本部長)
- 福澤朗(フリーアナウンサー　テレビ東京系の卓球中継におけるメインキャスター)
- 杉本美香(2012ロンドン五輪柔道銀)

など

## テレ東卓球塾〜ひとラリー、いっとくぅぅぅ?〜
この『卓球ジャパン!』からの派生番組として、2022年4月3日から2023年8月27日まで毎週日曜日23:30 - 翌日0:00に、『テレ東卓球塾〜ひとラリー、いっとくぅぅぅ?〜』が放送された。
「卓球に全く興味のない人から、世界のトッププロまで、1人でも多くの人に卓球を好きになってもらいたい、プレーを楽しんでもらいたい!」というコンセプトの下、卓球の魅力を広めるために地上波版として放送を開始した。
番組の最後には『卓球ジャパン!』の予告のテロップも表示される。
後番組は2023年9月3日からグルメバラエティ番組『ひとりメシ 〜ひとりだけどひとりじゃない〜』が開始されるため2010年の『石川遼スペシャル RESPECT 〜ゴルフを愛する人々へ〜』から続いたテレビ東京日曜23時30分 - 翌0時のスポーツ番組路線はここで一旦終了した。
2024年1月7日から、テレビ東京が世界卓球放送開始20周年を迎えることから、『世界卓球 ヤミツキTV』が同時間帯で放送される。

### 出演者（地上波）
- 塾長（メインMC）:武井壮
- ヘッドコーチ（コメンテーター） - 水谷隼
- 卓球塾サポーター（アシスタント） - 新沼凛空（2023年1月8日 - ）
- VTRレギュラー - 白間美瑠

#### 登場したゲスト
- 若槻千夏
- みちょぱ
- なすなかにし(芸人)
- 岡田結実
- はねまりチャンネル
- 長谷川穂積(元ボクシング世界チャンピオン)
- 具志堅用高(同上)
- 小宮浩信(芸人、三四郎)
- 中澤佑二(元サッカー日本代表)
- 森薗美咲(元日本代表、アジア選手権銅)
- ゆうちゃみ
- 梅田彩佳

### ネット局
| 放送期間                     | 放送日時            | 放送局         | 対象地域       | 備考   |
| ---------------------------- | ------------------- | -------------- | -------------- | ------ |
| 2022年4月3日 - 2023年8月27日 | 日曜 23:30 - 翌0:00 | テレビ東京     | 関東広域圏     | 制作局 |
|                              |                     | テレビ北海道   | 北海道         |        |
|                              |                     | テレビ愛知     | 愛知県         |        |
|                              |                     | テレビ大阪     | 大阪府         |        |
|                              |                     | テレビせとうち | 岡山県・香川県 |        |
|                              |                     | TVQ九州放送    | 福岡県         |        |

- 前番組『SUPER GT+』[6]を同時ネットしていたびわ湖放送では、テレビ東京の深夜ドラマの遅れネット枠に切り替えたため本番組は未放送。

- 当日の放送終了後（月曜0:00以後）、1週間以内でTver・ネットもテレ東にて見逃し配信を実施。

| テレビ東京系列 日曜23:30 - 翌0:00           | テレビ東京系列 日曜23:30 - 翌0:00                                             | テレビ東京系列 日曜23:30 - 翌0:00                                     |
| 前番組                                      | 番組名                                                                        | 次番組                                                                |
| ------------------------------------------- | ----------------------------------------------------------------------------- | --------------------------------------------------------------------- |
| SUPER GT+ （2011年4月10日 - 2022年3月27日） | テレ東卓球塾 〜ひとラリー、いっとくぅぅぅ?〜 （2022年4月3日 - 2023年8月27日） | ひとりメシ 〜ひとりだけどひとりじゃない〜 （2023年9月3日 - 11月26日） |